# Expulsión de los judíos de al-Ándalus
La expulsión de los judíos de al-Ándalus fue ordenada en 1146 por el califa almohade Abd al-Mumin. Muchos judíos se vieron obligados a dejar sus hogares y sus bienes, y aquellos que se negaron a abandonar la España musulmana o islamizarse fueron ejecutados o esclavizados.
La mayoría de los sefardíes buscaron refugio en tierras cristianas, especialmente en los reinos de León y Castilla, así como en el norte de África. Uno de los judíos exiliados a consecuencia de este decreto fue el sabio cordobés Maimónides, que tras fingir una conversión al islam y recorrer diversos lugares, acabó instalándose con su familia en Egipto.

## Historia

### Precedentes

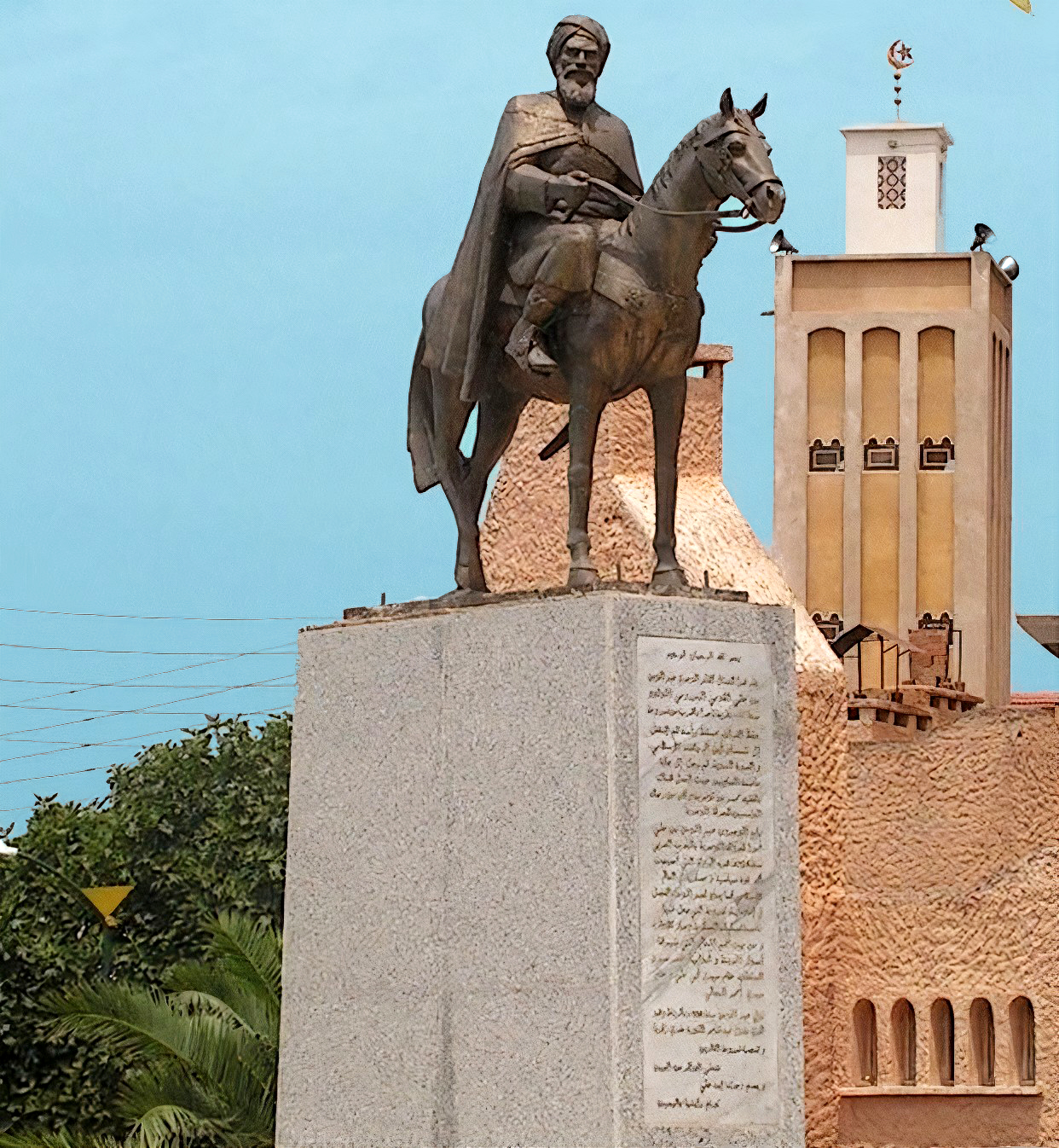
Estatua de Abd al-Mumin, quien ordenó la expulsión o conversión forzosa de los judíos.

La expulsión de los judíos por los almohades en el siglo xii vino precedida de una anterior expulsión de los mozárabes en 1126 por el califa almorávide Alí ben Yusuf, quien deportó a la mayoría de cristianos mozárabes a África, así como por una tentativa de expulsión de los judíos en 1101. Anteriormente a la llegada de las dinastías norteafricanas también se habían producido episodios sangrientos contra la población hebrea en los reinos de taifas, como la masacre de Granada de 1066.
El padre del citado califa almorávide, Yusuf ben Tasufín, originario del desierto del Sáhara occidental, había destacado también por su fanatismo religioso y su persecución a cristianos y judíos. El proclamado emir opinaba, basándose en un supuesto hadiz al que aludía un volumen de Ibn Massarra hallado en Córdoba, que los judíos se habían comprometido con Mahoma a recibir la ley del Corán si terminado el siglo v de la hégira no había venido el Mesías que esperaban, y que había llegado el momento de cumplir aquella supuesta profecía (teoría del emplazamiento). A este fin, se dirigió en el año 1101 a Lucena, donde se hallaban los más grandes sabios hebreos, pero éstos lograron aplacar su furor entregándole grandes cantidades de oro.
Al desplazar los almohades a los almorávides, la persecución aumentó. Los almohades eran una secta islámica que había surgido en el norte de África y que lograría conquistar tanto el actual Marruecos como Al-Ándalus en el siglo xii. Abd al-Mumin o Abdelmumén, su líder en aquel entonces, buscaba imponer sus ideas religiosas en todos los territorios bajo su control.

### Persecución y expulsión
Tras apoderarse en 1146 de la capital del imperio, Marrakech, Abdelmumén reunió a los judíos y, según Vicente Risco, invocó la teoría del emplazamiento, haciéndoles escoger entre la conversión al islam o la muerte. Abdelmumén pasó acto seguido a la península ibérica y a su paso destruyó iglesias y sinagogas.
El decreto de Abdelmumén establecía que, si algún judío o cristiano se convertía al islam, podría permanecer en su casa y conservar sus bienes, pero que los judíos o cristianos que prefiriesen perseverar en su religión, si no abandonaban su reino pasado el tiempo establecido, serían decapitados y sus bienes vendidos en subasta.
Un cronista de la época escribió:

Las gentes que el vulgo apellida muzmotos [en alusión a los almohades] vinieron del África... y mataron a los cristianos que llaman muzárabes y a los judíos que moraban allí de las antiguas edades, y tomaron para sí las mujeres de ellos, sus casas y sus riquezas.

La persecución duró diez años y obligó a muchos judíos, así como a los pocos cristianos que quedaban, a renegar de su fe y profesar externamente el islam. En 1162 los criptojudíos y criptocristianos de Granada llegaron a protagonizar, junto a árabes y bereberes, una revuelta contra los almohades que fue sofocada cruelmente.
Abraham ibn Daud vio en estos hechos el cumplimiento de las profecías del Antiguo Testamento y el final de las academias rabínicas:

Después de morir R. Yosef, de bendita memoria, de la tercera generación del rabinato, el mundo quedó sin academias de sabiduría... hubo años de destrucción, de decretos y persecuciones contra Israel. Salieron de sus ciudades el destinado a la muerte, a la muerte; el destinado al cautiverio, al cautiverio; el destinado a la espada, a la espada (Je 43, 11)... Por esto no pudieron los hijos de R. Yosef ocupar su puesto en las academias, sino que, por el contrario, se fueron a la cabeza de los exiliados a la ciudad de Toledo.

### Consecuencias de la expulsión

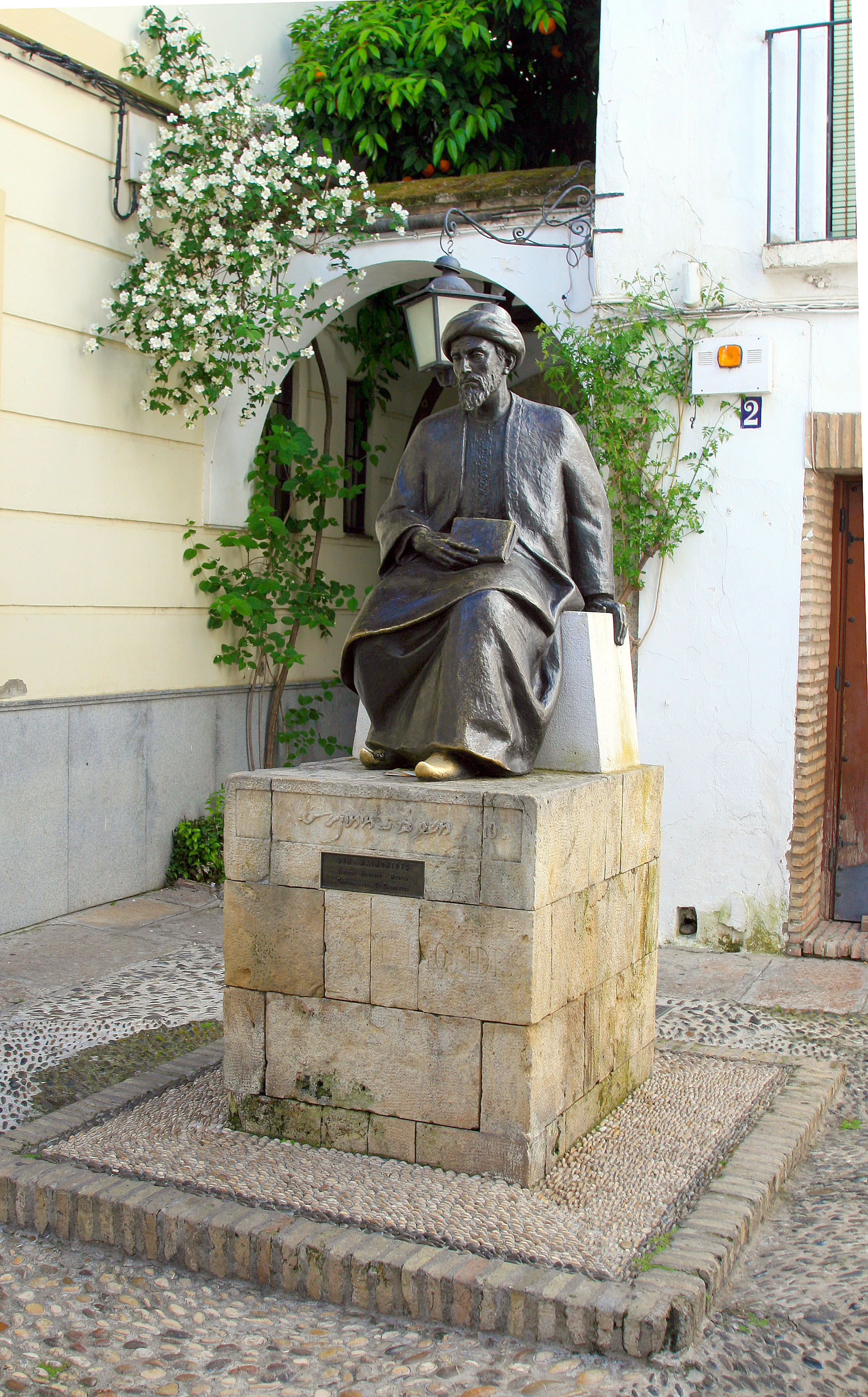
Maimónides fue uno de los judíos exiliados de la España musulmana.

La expulsión de los judíos en Al-Ándalus tuvo consecuencias profundas en la historia de España y del mundo judío. Para el siglo xii, los hebreos se habían arabizado de tal manera que usaban la lengua árabe entre ellos. Habían sido parte integral de la sociedad andalusí durante siglos y su expulsión dejó un vacío en la cultura y la economía de la región. Buena parte de los judíos desterrados fueron a parar a los dominios del rey Alfonso VII de León, quien recibió en su corte a los sabios de las academias de Sevilla y de Lucena, entre otros. La ciudad de Toledo se convirtió por entonces en el centro de estudios talmúdicos más floreciente de la península y, bajo el mecenazgo del arzobispo Raimundo (interesado en los textos árabes), el grupo de sabios judíos daría lugar a la llamada escuela de Traductores de Toledo, en la que también participaron clérigos mozárabes y sabios de toda Europa.
Las ciudades de Sevilla, Córdoba y Granada quedaron así despobladas de judíos. En Córdoba, el anciano rabino Joseph ben Zadik murió del pesar que le causó contemplar aquellas destrucciones. Los saqueos, incendios y matanzas se repitieron en Lucena (cuyas escuelas se dispersaron), así como en Montilla, en Baena, en Aguilar y en otras ciudades donde había comunidades judías.
Algunos judíos se exiliaron en los condados catalanes, como los Kimhi; en Francia, como los Aben Tibbon; en Toledo, como los Aben Misgaj y Aben David; en Egipto, como Maimónides.
Según el historiador José Domenéch Mira, mientras en la España musulmana «se realizaban esas expulsiones y se ejercía esa intolerancia religiosa, en el Norte cristiano las tres religiones y las tres comunidades convivían razonablemente bien. El concepto de tolerancia religiosa había muerto en al-Andalus, pero se mantendría durante varios siglos en los reinos cristianos del Norte».
A fines del siglo xii el califa Abu Yúsuf Yaacub al-Mansur se jactaba de la intolerancia islámica, diciendo que desde la fundación del imperio almohade «no había tolerancia ni clientela para el judío ni para el cristiano, ni quedaba en todo el país de los musulmanes en Occidente sinagoga ni iglesia».